# ميتابولوميات دوائية
الميتابولوميات الدوائية، وتعرف أيضا ب الميتابولونوميات الدوائية، هي حقل يتفرع من الميتابولوميات، أي التقدير الكمي والتحليل للنواتج الأيضية (الأيضات) التي ينتجها الجسم. وهي تشير إلى القياس المباشر للنواتج الأيضية في السوائل الجسمية للفرد، وذلك للتنبؤ أو لتقييم عملية أيض المركبات الدوائية، ولفهم شاكلة الحركيات الدوائية للدواء المقصود بصورة أفضل.

## روابط خارجية
- Genomics Directory: A one-stop biotechnology resource center for bioentrepreneurs, scientists, and students
- Pharmacometabolomics Research Network (PMRN)
- Human Metabolome Project:Project supported by Genome Alberta and Genome Canada
- Metabolomics Society: An organization dedicated to promoting the growth, use and understanding of metabolomics in the life sciences.
- Biological Magnetic Resonance Data Bank:A Repository for Data from NMR Spectroscopy on Proteins, Peptides, Nucleic Acids, and other Biomolecules
- Scripps Center for Metabolomics and Mass Spectrometry